# Емельянова, Татьяна Харлампьевна
Татьяна Харлампьевна Емельянова (урождённая Бревнова; 29 января 1927 — 22 октября 2018) ― передовик советского машиностроения, участница трудового фронта Великой Отечественной войны, почётный гражданин города Нижнего Тагила (1984), кавалер ордена Ленина.

## Биография
Родилась 29 января 1927 года.
В 1942 году, во время Великой Отечественной войны, Татьяна Бревнова в возрасте пятнадцати лет трудоустроилась в медницкий цех Уралвагонзавода. Быстро зарекомендовала себя и в этом же году была назначена бригадиром. Её бригаде, самой первой из 15 бригад, было присвоено почётное звание Гвардейской фронтовой. Под её чутким началом несовершеннолетние юноши и девушки производили элементы топливной системы для танков Т-34.
В 1943 году её делегировали на Всесоюзное совещание бригадиров комсомольско-молодёжных фронтовых бригад. Отправилась в город Москву, в ЦК ВЛКСМ, где была представлена к награждению Почетным знаком.
После завершения Великой Отечественной войны Татьяна стала без отрыва от производства обучаться в школе мастеров. Её назначили мастером в цехе мелких узлов, а затем она стала работать старшим мастером в термическом цехе Уралвагонзавода. С 1983 года Татьяна Бревнова находится на пенсии.
Активно занималась общественной деятельностью. В советское время принимала участие в женском движении, была отмечена призом журнала «Работница». В 1974 году была делегирована участницей Пленума Комитета советских женщин. Являлась участницей Военного Парада 9 мая 1985 года.
Решением Нижнетагильского городского Совета народных депутатов от 13 сентября 1984 года удостоена звания «Почётный гражданин города Нижний Тагил».
Проживала в городе Нижний Тагил.
Скончалась 22 октября 2018 года, похоронена на кладбище «Пихтовые горы» в Нижнем Тагиле.

## Награды и звания
- Орден Ленина
- Медаль "За трудовую доблесть"
- Медаль «За доблестный труд в Великой Отечественной войне 1941—1945 гг.»
- другими медалями.
- Почётный гражданин города Нижний Тагил (13.09.1984)